# 增埗河
增埗河又称泥城涌，位于中国广州市西北部的一条河涌。其北接石井河、南至沙贝河、西岸是螺涌围，是石井河的下段。全长1600米，宽86米，因东岸为荔湾区的增埗而得名。
历史上增埗河是船只进出广州的水上交通要道，古时沿西江、北江到达广州的船只均在此河东岸登陆入城，是广州西测重要的水陆码头。汉高祖十一年(前196年)陆贾出使南越国，在此登岸，并建土城等待赵佗，后人称为泥城(又称西场)，河也称为泥城涌。后人在今广州自来水公司地段内建陆贾亭以作纪念。清朝道光二十一年(1841年)，鸦片战争期间，英军在此登陆入侵广州。至今仍是广州西北部重要运输河段。现建有增埗桥、内环路增槎路放射线及富力桃园大桥连接西村和螺涌围。沿岸工厂仓库林立，有广州发电厂、西村水厂等。